# Weed ao
'Weed AO', también conocido como 'Weed Argentum', es un videojuego de rol multijugador masivo en línea libre basado en el videojuego Argentum Online disponible para los sistemas operativos Microsoft Windows y publicado en el año 2010 en Internet de manera independiente. Tuvo unas cinco versiones, aunque actualmente no se encuentra en línea.
El servidor fue fundado en 2010 por Leo Santos (alias «Bruto»). La acción se desarrolla en un mundo de ficción virtual donde se adopta el papel de un personaje que interactúa con otro, ya sean controlados por jugadores o personajes no jugadores. Todas las interacciones se desarrollan en un ambiente fantástico.

## Desarrollo o sistema de juego
Desde el inicio del juego, cada personaje posee una raza que determina su forma física y una clase que determina en qué se destaca dentro del juego. A lo largo del juego, el personaje de cada jugador aprende habilidades que determinarán cuán exitoso (o no) será en su oficio. Los dos primeros atributos (raza y clase) son escogidas por el jugador al crear su personaje. El atributo de habilidades depende principalmente de la experiencia durante el juego y viene profundamente marcado por la forma de jugar y las preferencias de cada jugador. 

## Razas
El mundo virtual de AO está poblado por personajes de jugadores de distintas razas. Cada una de ellas, presenta defectos y virtudes. Al inicio del juego, al crear un personaje nuevo, el jugador tiene la posibilidad de elegir la raza de su personaje en función de sus expectativas y preferencias.

### Humanos
- Sinopsis histórica de los humanos:

Extracto del manual del juego (relato de género fantástico):
«Se dice que los humanos desembarcaron en las tierras de Argentum hace unos 6 años. Huían de sus tierras originarias que fueron azotadas por la Maldad. Sin embargo, encontraron la misma hostilidad en estas tierras. Los humanos son una raza con pequeña capacidad de adaptación y no es capaz de matar.»
- Características de los Humanos:

Es un tipo de raza equilibrada. Por ello obtiene modificadores en casi ninguno de los atributos.

### Elfos
- Sinopsis histórica de los Elfos:

Extracto del manual del juego (relato de género fantástico):
«Cuentan los viejos sabios elfos que su raza provino del sur de AO escapando de un terrible mal que azotaba sus tierras originarias. Pronto se establecieron en el bosque de Nix, escondiendo parte del mismo a la vista del resto de las criaturas mortales y rodeándolo de una poderosa magia arcana que los protegería de los orcos y demás criaturas malignas. Son ágiles e inteligentes, por lo que obtienen una bonificación en dichos atributos. Prefieren la sutileza antes que la fuerza, teniendo penalizaciones en este último. Los elfos se encuentran en todo el mundo, pero mayoritariamente en el Bosque Élfico de las cercanías de Nix y en dicho pueblo.»
- Características de los Elfos:

Son hábiles en el uso de arcos. Tienen bonificaciones en agilidad e inteligencia.

### Elfos oscuros
- Sinopsis histórica de los Elfos Oscuros:

Extracto del manual del juego (relato de género fantástico):
«Un gran velo de ignorancia cubre el origen de esta especie. Se sabe que cuando los elfos puros arribaron a AO los elfos oscuros ya habitaban en el mismo y algunos hasta ya servían al Caos. Se supone que previamente, miles de años antes de la llegada de la gran compañía de elfos puros, pequeñas embarcaciones de dicha raza arribaron y fueron fácilmente corrompidas por el mal que azotaba AO. Los hay buenos y malos; también neutros.. Son inteligentes y fuertes, pero perdieron parte de esa agilidad que caracteriza a los elfos puros y no son bien vistos por la muchedumbre. »
- Características de los Elfos Oscuros:

Son hábiles en el arte de apuñalar y el uso de combate a distancia. Tienen bonificaciones en inteligencia y fuerza.

### Enanos
- Sinopsis histórica de los Enanos:

Extracto del manual del juego (relato de género fantástico):
«Los Enanos son una raza nativa de AO. Son duros y fuertes, cualidades que les sirvieron para resistir la hostilidad de estas tierras. Sin embargo, mucho no pudieron y su comunidad se vio fracturada y separada por todo el continente de Farinte. Testigo de esto son las diversas construcciones subterráneas por todo el continente. Tienen bonificaciones a su constitución y fuerza, pero no son de pensar mucho sino más de llevarse por sus instintos, además de tener cierta desconfianza en la magia, prefiriendo antes un gran hacha de guerra.»
- Características de los Enanos:

Tienen bonificaciones en su constitución y fuerza. No son buenos magos, pero sí son buenos guerreros.

### Gnomos
- Sinopsis histórica de los gnomos:

Extracto del manual del juego (relato de género fantástico):
«Al igual que los Enanos, los Gnomos son nativos de AO. Siempre se mantuvieron a escondidas de los ojos de los demás, cualidad que los ayudó a sobrevivir con gran efectividad. Son propensos a las artes mágicas pero poco resistentes y una débil fuerza. Poco se sabe de esta raza que aún hoy en día prefiere mantener en secreto su comunidad. Algunos Gnomos partieron a ciudades humanas, entremezclándose con las demás razas.»
- Características de los Gnomos:

Son hábiles magos. Pero son poco resistentes y tienen poca fuerza.
También se utilizan bastante en clases semimágicas tipo bardo, druida o clérigo, por su gran evasión y maná.

## Clases
Las clases determinan en qué destaca cada personaje dentro del juego. Hay dos familias de clases, las llamadas clases de combate y las clases secundarias. Los primeros, como su nombre indica se especializan en luchar contra otros jugadores, contra personajes no jugadores, o contra criaturas hostiles. Los demás son los jugadores que crean la mayoría de los objetos que usan todos los jugadores del juegos (alimentos, ropa, armas y decoraciones). Por lo tanto, ambos tipos de jugadores son necesarios para la economía interna del mundo virtual de AO. El jugador, al iniciar la partida y crear un personaje nuevo elige la clase a la que quiere pertenecer en función de sus preferencias y expectativas de juego. Los jugadores que prefieran un juego más rápido y dinámico suelen preferir las clases de combate, mientras que los que prefieren una experiencia más compleja y rica en interacciones e intercambios, suelen elegir una de las llamadas clases secundarias.
Las clases disponibles en el videojuego son:
- Magoː La clase más débil y con menos agilidad, se basa puramente en la magia.
- Clérigo ː Una clase que tiene su buena parte de magia y de ataque físico pero no se destaca en nada especial.
- Bardo ː Clase con buen ataque mágico, buena defensa mágica y buena agilidad.
- Asesinoː Clase experta en el uso de la habilidad Apuñalar, con un buen ataque físico y poco maná.
- Druidaː Clase experta en el uso de la habilidad Domar, buen ataque mágico y defensa mágica.
- Bandidoː Clase con buen ataque físico, se especializa en moverse oculto y ataques críticos
- Paladínː Clase experta en usar armas y armaduras, tienen un muy buen ataque físico y poco maná.
- Ladrónː Clase experta en la habilidad Robar, puede moverse oculto e inmovilizar a sus oponentes con guante de hurto equipado.
- Guerreroː Clase experta en el uso de las armas y es la más poderosa en ataques físicos cuerpo a cuerpo.
- Cazadorː Clase experta en el uso de armas de rango, es la más poderosa en ataques físicos de rango.
- Pirataː Clase experta en la utilización de barcas, puede acuchillar a distancia.
- Trabajadorː Clase experta en la habilidad Carpintería, Herrería, Minería, Pesca y Tala.

### Modificadores de clase
| Clase      | Evasión | Puntería con armas cuerpo a cuerpo | Puntería con armas de proyectiles | Puntería sin armas | Daño con armas cuerpo a cuerpo | Daño con Armas de Proyectiles | Daño sin Armas | Posibilidad de Bloquear con Escudo |
| ---------- | ------- | ---------------------------------- | --------------------------------- | ------------------ | ------------------------------ | ----------------------------- | -------------- | ---------------------------------- |
| Guerrero   | 1       | 1                                  | 0.8                               | 0.6                | 1.1                            | 0.9                           | 0.4            | 1                                  |
| Cazador    | 0.9     | 0.8                                | 1                                 | 0.5                | 0.9                            | 1.1                           | 0.4            | 0.8                                |
| Paladín    | 0.9     | 0.95                               | 0.75                              | 0.4                | 0.925                          | 0.8                           | 0.4            | 1                                  |
| Bandido    | 0.7     | 0.85                               | 0.8                               | 0.95               | 0.85                           | 0.7                           | 1.05           | 2                                  |
| Asesino    | 1.1     | 0.9                                | 0.75                              | 0.4                | 0.9                            | 0.8                           | 0.4            | 0.8                                |
| Pirata     | 1.25    | 0.9                                | 0.9                               | 0.5                | 0.95                           | 0.8                           | 0.4            | 0                                  |
| Ladrón     | 1.1     | 0.8                                | 0.85                              | 0.8                | 0.75                           | 0.85                          | 1.05           | -                                  |
| Clérigo    | 0.8     | 0.85                               | 0.7                               | 0.4                | 0.8                            | 0.7                           | 0.4            | 0.85                               |
| Bardo      | 1.075   | 0.7                                | 0.7                               | 0.4                | 0.75                           | 0.7                           | 0.4            | 0.8                                |
| Mago       | 0.4     | 0.5                                | 0.5                               | 0.3                | 0.5                            | 0.5                           | 0.4            | -                                  |
| Druida     | 0.6     | 0.65                               | 0.7                               | 0.4                | 0.7                            | 0.75                          | 0.4            | -                                  |
| Trabajador | 0.8     | 0.6                                | 0.7                               | 0.5                | 0.8                            | 0.7                           | 0.4            | 0.7                                |

## Habilidades
Las habilidades sirven para obtener nuevas acciones disponibles para cada personaje o para realizar acciones de una forma más rápida o efectiva. Cuanto más alto sea el nivel de una habilidad, más acciones se pueden realizar en ese campo y mejor se hacen las tareas emprendidas. Esto facilita la dificultad del juego a los jugadores conforme acumulan experiencia. Las habilidades en AO se clasifican en cuatro familias: mágicas, combate, profesiones y otras. 
Existen dos formas de subir las habilidades de un personaje. La primera es asignando los puntos de habilidad (skillpoints) que ganamos en cada nivel. Los personajes de los jugadores suben de nivel durante el desarrollo del juego dependiendo de sus logros y experiencias acumuladas. Cada vez que se sube de nivel, el personaje gana cinco punto de habilidad que el jugador puede repartir como prefiera entre las disponibles. Algunas habilidades como navegación o liderazgo no suben de otra forma que no sea esta.
La segunda forma de subir las habilidades de un personaje es acumulando experiencia en determinadas acciones: La mayoría de las habilidades suben solas hasta un máximo regido por el nivel. Se pueden subir 2 o 3 puntos por nivel (los niveles pares se completan un múltiplo de cinco). Si los puntos subidos de la primera forma superan o igualan al máximo del nivel este método no puede ser utilizado.
Esta es la lista de las habilidades disponibles:
- Mágicas
  - Magia
  - Meditar

- Combate
  - Evasión en combate
  - Combate con armas
  - Apuñalar
  - Defensa con escudos
  - Combate a distancia
  - Combate sin Armas

- Profesiones
  - Talar
  - Comercio
  - Pesca
  - Minería
  - Herrería
  - Carpintería

- Otras
  - Robar
  - Ocultarse
  - Supervivencia
  - Liderazgo
  - Domar animales
  - Navegación

### Monturas
Se diferencia del Argentum Online original en que se agregaron monturas como las de Imperium AO tales como elefantes, dragones, pájaros y muchos caballos.